# Tarus Mateen
Tarus Mateen (Bakersfield (Californië), 21 oktober 1967) was een Amerikaanse jazzcontrabassist en e-bassist.

## Biografie
Tarus Mateen verscheen op 12-jarige leeftijd in de band van zijn broers, die op tournee gingen om te openen voor Freddie McGregor en Judy Mowatt. Hij werkte ook in het vroege rapcircuit in Californië. In Atlanta studeerde hij muziek aan het Morehouse College en werkte hij ook in lokale clubs, zoals in 1985 met Eddie 'Cleanhead' Vinson. In 1987 begeleidde hij de reggae-muzikanten Sly & Robbie als gast. In 1988 verhuisde hij uiteindelijk naar New York, waar hij anderhalf jaar lang jazzzangeres Betty Carter begeleidde. Hij nam deel aan haar album Dropping Things (1990). Vervolgens werkte hij samen met Terence Blanchard, aan wiens Malcolm-X-soundtrack (1992) hij deelnam, en de Malcolm X Jazz Suite creëerde in deze context. Van 1994 tot 1997 speelde hij in de band van Tim Warfield (A Whisper in the Night). In 1998/1999 werkte hij in de band van Stefon Harris en werkte hij aan zijn Blue Note-album BlackActionFigure, in 1999 speelde hij met Stanley Cowell in het trio van pianist Jason Moran (Facing Left) en, samen met Harris en Moran, in Greg Osbys New Directions band, te horen op het gelijknamige album en op Inner Circle.
Samen met Stefon Harris en Idris Muhammad speelde Mateen vervolgens op het Blue Note-album Kindred van pianist Jacky Terrasson in 2001, met saxofonist Michael Marcus (Blue Reality) en opnieuw in 2002 met Jason Morans Trio (Presents the Bandwagon). Mateen verscheen ook met Art Blakey (1989), Branford Marsalis (1989), David Sanborn (1989), Roy Hargrove (1991), Eddie Harris (1991), Kenny Burrell (1991), Lionel Hampton (1991), Mark Whitfield (1992), George Benson (1992), Kenny Barron (1996) en Dee Dee Bridgewater (1997). Daarnaast In zijn jazzprojecten werkte Mateen als tournee- en sessiemuzikant met verschillende artiesten, zoals de hiphopgroep OutKast, de zangeres Toni Braxton en de band Goodie Mob (bij hun single Cell Therapy). Hij nam ook op met Q-Tip, Lauryn Hill, Ghostface, Ice Cube en The Roots. In 2015 won hij opiniepeilingen in de categorie Rising Star in de DownBeat.